# Vetture Automobili Leggere Torino
Vetture Automobili Leggere Torino war ein italienischer Hersteller von Automobilen.

## Unternehmensgeschichte
Der Ingenieur Della Beffa gründete 1911 in Turin das Unternehmen zur Produktion von Automobilen. Der Markenname lautete VALT. 1914 endete die Produktion. Newton & Bennett übernahm das Unternehmen.

## Fahrzeuge
Das einzige Modell war der 12 HP. Ein Vierzylinder-Monoblockmotor mit 2155 cm³ Hubraum und 15 PS Leistung sorgte für den Antrieb.